# Elena Tambini
Elena Tambini (Como, 18 de noviembre de 1988) es una periodista y presentadora de televisión italiana.

## Biografía
Elena Tambini se graduó de la escuela secundaria clásica Alessandro Volta en Como. Continuó su formación en la Universidad Católica del Sagrado Corazón de Milán, graduándose en economía y gestión del patrimonio cultural y del entretenimiento y, posteriormente, obteniendo un máster en empresa, medios y organización compleja de la comunicación.
En 2015, tras convertirse en periodista profesional, aterriza en Mediaset. Comenzó creando servicios para NewsMediaset y en 2016 se convirtió en una cara habitual de TGcom24 presentando las noticias y la columna en profundidad Dentro i fatti.
En 2017 se unió al periodista Gianluigi Nuzzi en la conducción del programa Quarto grado en Rete 4. Habiendo sido árbitro de fútbol de la FIGC, con motivo del Mundial de Rusia 2018 participó como rostro habitual en la emisión Balalaika - Dalla Russia col pallone de Canale 5 y en varios episodios de Mai dire Mondiali FIFA en Mediaset Extra . Ese mismo año presenta el programa Pressing, emitido en horario vespertino por Canale 5, junto a Pierluigi Pardo y Giorgia Rossi. Los días 19 y 26 de agosto de 2018 condujo junto a este último el programa Aspettando Pressing, un spin-off de Pressing que se emitió en horario vespertino en Canale 5.
Continuando con su trabajo en TGcom24, a partir de 2022 comenzó a conducir la columna TG4, titulada Diario del giorno. Desde 2023 conduce el nuevo programa Sette giorni, emitido todos los sábados en horario de máxima audiencia, siempre en Rete 4.

## Programas de televisión
| Año           | Título                               | Cadeña         | Role       |
| ------------- | ------------------------------------ | -------------- | ---------- |
| 2016-presente | TGcom24                              | Tgcom24        | Conductora |
| 2017          | Quarto grado                         | Rete 4         | Conductora |
| 2018          | Balalaika - Dalla Russia col pallone | Canale 5       | Conductora |
| 2018          | Mai dire Mondiali FIFA               | Mediaset Extra | Conductora |
| 2018          | Pressing                             | Canale 5       | Conductora |
| 2018          | Aspettando Pressing                  | Canale 5       | Conductora |
| 2022          | Diario del giorno                    | Rete 4         | Conductora |
| 2023          | Sette giorni                         | Rete 4         | Conductora |

## Obras
- Tambini, Elena (2015). Amore e fuorigioco. Rizzoli. ISBN 9788860525864.